# Hoài Nhơn Tây
Hoài Nhơn Tây là một phường thuộc thị xã Hoài Nhơn, tỉnh Bình Định, Việt Nam.

## Địa lý
Phường Hoài Nhơn Tây nằm ở phía tây thị xã Hoài Nhơn cũ, có vị trí địa lý:
- Phía đông giáp phường Hoài Nhơn
- Phía tây giáp xã Ân Hảo
- Phía nam giáp phường Hoài Nhơn Nam
- Phía bắc giáp phường Hoài Nhơn Bắc

Phường Hoài Nhơn Tây có diện tích 40,32 km², dân số năm 2019 là 43.167 người, mật độ dân số đạt 341 người/km².

## Hành chính
Phường Hoài Nhơn Tây được chia thành 15 khu phố: Hội Phú, Hòa Binh, Phụng Du 1, Phụng Du 2, Tấn Thạnh 1, Tấn Thạnh 2, Cự Lễ, Cự Tài 1, Cự Tài 2, Lương Thọ 1, Lương Thọ 2, Lương Thọ 3, Mỹ Bình 1, Mỹ Bình 2, Mỹ Bình 3.

## Lịch sử
Sau năm 1975, Hoài Hảo là một xã thuộc huyện Hoài Nhơn.
Ngày 7 tháng 11 năm 1986, xã Hoài Hảo được chia thành hai xã Hoài Hảo và Hoài Phú.
Sau khi điều chỉnh, xã Hoài Hảo có 4.225 ha diện tích tự nhiên và 9.707 người.
Ngày 22 tháng 4 năm 2020, Ủy ban Thường vụ Quốc hội ban hành Nghị quyết số 932/NQ-UBTVQH14 về việc thành lập thị xã Hoài Nhơn và các phường thuộc thị xã Hoài Nhơn (nghị quyết có hiệu lực từ ngày 1 tháng 6 năm 2020). Theo đó, thành lập phường Hoài Hảo thuộc thị xã Hoài Nhơn trên cơ sở toàn bộ 37,63 km² diện tích tự nhiên và 12.850 người của xã Hoài Hảo.
Ngày 28 tháng 4 năm 2025, Hội đồng Nhân dân tỉnh Bình Định thông qua Nghị quyết về chủ trương sắp xếp đơn vị hành chính cấp xã của tỉnh Bình Định, trong đó sáp nhập các phường thuộc thị xã Hoài Nhơn (nghị quyết có hiệu lực từ ngày 1 tháng 7 năm 2025). Theo đó, thành lập phường Hoài Nhơn Tây trên cơ sở sáp nhập toàn bộ 37,64 km2 diện tích tự nhiên, dân số 15.159 người của phường Hoài Hảo và toàn bộ 40,51 km2 diện tích tự nhiên, dân số 10.413 người của xã Hoài Phú.